# The Rest of New Order
The Rest of New Order, также «(the rest of) New Order» (рус. «Остальное New Order») — сборник ремиксов британской рок-группы New Order, половина из которых были специально сделаны для этого альбома. В британском хит-параде альбом занял 5-е место.

## Обзор
После того, как в 1993 году New Order выпустили успешный альбом Republic на новом лейбле London Records (концерн Warner), на музыкальном рынке возрос интерес к группе. Однако New Order вопреки этому решили в том же году разойтись. В свете этого, лейблом было решено выпустить сборники как New Order, так Joy Division (см. Permanent). Сборник лучших песен The Best of New Order вышел в 1994 году. В продолжении маркетинговой кампании London Records в 1995 году был подготовлен сборник ремиксов. Больше половины из них были специально сделаны ведущими ремиксерами Европы того времени. Другая половина ремиксов в своё время была выпущена на синглах с Republic. Самый ранний ремикс, представленный на альбоме это — «True Faith (Shep Pettibone Remix)» 1987 года.
В преддверии выхода сборника был выпущен сингл «Blue Monday-95» с ремиксами в стиле техно (в качестве второго диска, сингл был включён в лимитированное издание альбома), который занял 17-е место. Основной ремикс с сингла — в версии германского техно-дуэта Hardfloor — также вошёл в сборник. Жёсткая техно-версия песни «Confusion» (Pump Panel Reconstruction Mix) приобрела популярность спустя 3 года благодаря сцене в фильме «Блейд». Она вышла отдельным синглом в 1996 году.
Долгое время The Rest of New Order оставался самым долгоиграющим компакт-диском (80 минут, 2 секунды). Сборник также вышел в формате аудиокассеты, в которую были включены два ремикса, отсутствовавшие на компакт-диске: «Everything's Gone Green» (Dave Clarke Remix) и «Temptation» (CJ Bolland Remix).

## Обложка
Обложка альбома оформлена фирмой Питера Сэвилла и в целом повторяет концепцию дизайна сборника The Best of New Order. Название сборника на обложке выглядит как «(the rest of) New Order», напечатанное под деформированным вопросительным знаком. Лимитированное издание вышло в другой цветовой гамме. За исключением списка песен текст в буклете отсутствует.

## Список композиций
Все песни написаны New Order, за исключением особо отмеченных.
| №   | Название                                            | Автор(ы)                | Длительность |
| --- | --------------------------------------------------- | ----------------------- | ------------ |
| 1.  | «World» (Perfecto Mix)                              | New Order, Стивен Хейг  | 7:27         |
| 2.  | «Blue Monday» (Hardfloor Mix)                       |                         | 8:35         |
| 3.  | «True Faith» (Shep Pettibone Remix)                 | New Order, Стивен Хейг  | 9:02         |
| 4.  | «Confusion» (Pump Panel Reconstruction Mix)         | New Order, Артур Бейкер | 10:12        |
| 5.  | «Touched by the Hand of God» (Biff & Memphis Remix) |                         | 10:00        |
| 6.  | «Bizarre Love Triangle» (Armand van Helden Mix)     |                         | 8:59         |
| 7.  | «Ruined in a Day» (K-Klass Remix)                   | New Order, Стивен Хейг  | 6:13         |
| 8.  | «Regret» (Fire Island Remix)                        | New Order, Стивен Хейг  | 7:07         |
| 9.  | «Age of Consent» (Howie B Remix)                    |                         | 5:23         |
| 10. | «Spooky» (Magimix)                                  | New Order, Стивен Хейг  | 6:58         |

| №   | Название                                            | Автор(ы)                | Длительность |
| --- | --------------------------------------------------- | ----------------------- | ------------ |
| 1.  | «World» (Perfecto Mix)                              | New Order, Стивен Хейг  | 7:27         |
| 2.  | «Blue Monday» (Hardfloor Mix)                       |                         | 8:35         |
| 3.  | «True Faith» (Shep Pettibone Remix)                 | New Order, Стивен Хейг  | 9:02         |
| 4.  | «Confusion» (Pump Panel Reconstruction Mix)         | New Order, Артур Бейкер | 10:12        |
| 5.  | «Touched by the Hand of God» (Biff & Memphis Remix) |                         | 10:00        |
| 6.  | «Bizarre Love Triangle» (Armand van Helden Mix)     |                         | 8:59         |
| 7.  | «Everything's Gone Green» (Dave Clarke Remix)       |                         | 5:31         |
| 8.  | «Ruined in a Day» (K-Klass Remix)                   | New Order, Стивен Хейг  | 6:13         |
| 9.  | «Regret» (Fire Island Remix)                        | New Order, Стивен Хейг  | 7:07         |
| 10. | «Temptation» (CJ Bolland Remix)                     |                         | 7:41         |
| 11. | «Age of Consent» (Howie B Remix)                    |                         | 5:23         |

| №  | Название                                                                         | Длительность |
| -- | -------------------------------------------------------------------------------- | ------------ |
| 1. | «Blue Monday» (Original 12" Mix)                                                 | 7:26         |
| 2. | «Blue Monday» (Hardfloor Vocal Mix1)                                             | 8:36         |
| 3. | «Blue Monday» (Andrea Mix)                                                       | 8:27         |
| 4. | «Blue Monday (88 version)» (Опечатка: на самом деле это «Beach Buggy» 1988 года) | 6:51         |
| 5. | «Blue Monday» (Hawtin Mix)                                                       | 8:02         |
| 6. | «Blue Monday» (Manuella Mix)                                                     | 7:31         |
| 7. | «Blue Monday» (Starwash Mix)                                                     | 5:39         |
| 8. | «Blue Monday» (Plutone Mix)                                                      | 6:30         |

## Альбомные синглы
- Blue Monday-95 (июль 1995)
- Confusion (Pump Panel Reconstruction Mix) (1996)